# Sarapion
Sarapion (greco antico: Σαράπιον, anche ortografato Serapion), era un'antica città portuale proto-somala nell'odierna Somalia. Si trovava su un sito che in seguito divenne Mogadiscio. Sarapion è stato brevemente menzionato nella Geografia di Tolomeo come uno dei porti che un commerciante avrebbe incontrato dopo aver navigato a sud sull'Oceano Indiano, passando per il Mercato delle Spezie (Damo) e l'emporio di Opone. Gli studiosi moderni ritengono che la città sia stata posizionata nelle vicinanze di Mogadiscio e Warsheikh nell'attuale Somalia centro-meridionale.